# Deutsches Meisterschaftsrudern 1907
Das 26. Deutsche Meisterschaftsrudern wurde 1907 in Frankfurt am Main ausgetragen.
Mit der erstmaligen Austragung des Doppelzweiers beim Deutschen Meisterschaftsrudern wurde das Wettkampfprogramm von fünf auf sechs Bootsklassen erweitert.

## Medaillengewinner
| Bootsklasse            | Gold | Silber | Bronze |
| ---------------------- | --- | --- | --- |
| Einer                  | Bernhard von Gaza (RG Wiking Berlin) | Rudolf Lucas (RV Sturmvogel Karlsruhe) | Karl Rau (Mannheimer RG) |
| Doppelzweier           | RG Wiking Berlin Bernhard von Gaza Carl Ekkehard Ernst | Frankfurter RG Germania 1869 August Gangloff Otto Müller | RV Hellas Offenbach Willy Schiff Otto Vetter |
| Zweier ohne Steuermann | Berliner RV Allemannia Georg Scholz Erich Liebenberg | Heilbronner RG Schwaben Otto Kühle Fritz Drautz | keine weiteren Boote |
| Vierer ohne Steuermann | Ludwigshafener RV von 1878 Jean Seeber Rudolf Fickeisen Hermann Wilker Otto Fickeisen                                                                              | keine weiteren Boote | keine weiteren Boote |
| Vierer mit Steuermann  | Berliner RK Hellas Rudolf Börger Georg Hoffmann Georg Goltdammer Adolf Möller Georg Kube (Stm.)                                                                    | Frankfurter RG Sachsenhausen 1879 H. Wohnaut H. Mühlfelder Justus Kirch Franz Nagel Franz Reiber (Stm.)                                                      | Mannheimer RV Amicitia Daniel Neckenauer Emil Rhein Wilhelm Heuß Michel Simonsen Heinrich Apfel (Stm.)                                               |
| Achter                 | Mainzer RV Ludwig Kaltenbach Hans Reiß Hans Kaltenbach Philipp Schreiner Oskar Cordes Ernst Maschmann Friedrich Weber-Mönchhof Lorenz Eismayer Rudolf Nauen (Stm.) | Berliner RC Romolo Catasta Willi Steeger Richard Lentz Rudolf Fuchs Franz-Artur Hemme Richard Spremberg Berthold Schwarz Hermann Müller Walter Franck (Stm.) | Mannheimer RC Andreas Dennhöfer Gustaf Faubel Hermann Schmitt Wilhelm Kübler Otto Günther Karl Britz Heinrich Bossmann Karl Waibel Adam Weick (Stm.) |